# Quiana Grant
Quiana Grant (nacida el 21 de marzo de 1982) es una modelo estadounidense que apareció en el Swimsuit Issue de la publicación americana Sports Illustrated en 2008. Aparece en un bodypainting como lienzo para la artista Joanne Gair que produjo arte de bodypainting durante diez años para el Swimsuit Issue. Formó parte de un grupo de siete modelos del Swimsuit Issue que batió récords, con Jessica Gomes, Melissa Haro, Yasmin Brunet, Melissa Baker, Jeisa Chiminazzo y Jarah Mariano.

## Biografía
Nació en Newport News, hija de Tony y Regina Grant, y tiene un hermano menor. Grant acudió al Instituto Menchville y se graduó en 1999. Actualmente vive en Harlem en Nueva York, pero considera que su hogar es Newport News, Virginia. Aunque Quiana fue requerida para actuar de modelo desde los 14 años, siguió en el instituto hasta los 16. A esa edad, mientras su madre pasaba por una serie de cirugía de los ojos, estuvo ayudándola, mirando por ella. Su madre tenía coriorretinitis y no pudo reconocer a Quiana hasta que tenía 13 años.
En 2014, su novio le pidió que se casara con él durante una falsa sesión de fotos. Se casaron en junio de ese mismo año en una ceremonia privada en Puerto Vallarta, Méjico.

## Experiencia
Grant fue descubierta por Dwight Agnor en la Model Expo de Washington D. C. a los 13 años de edad.
A los 26 años, con más de una década de experiencia como modelo, debutó en el Sports Illustrated Swimsuit Issue. Ha trabajado de modelo para GAP (fotos de Steven Meisel) y anuncios de Maybelline así como desfiles para distintas casas de moda y diseñadores como Karl Lagerfeld, Michael Kors, Anne Klein y Bill Blass. La representa la agencia IMG en Nueva York, Modelwerk en Alemania, City Models en París así como Vision Model Management.